# Gusztáv, a széplelkű
A Gusztáv, a széplelkű a Gusztáv című rajzfilmsorozat első évadának tizedik epizódja.

## Rövid tartalom
Gusztáv a virágja védelmében senkit sem kímél.

## Alkotók
- Tervezte és Rendezte: Dargay Attila
- Írta: Dargay Attila, Nepp József
- Zenéjét szerezte: Gyulai Gaál János
- Operatőr: Harsági István
- Hangmérnök: Bársony Péter
- Vágó: Czipauer János
- Rajzolták: Cser Zsuzsa, Dékány Ferenc, Görgényi Erzsébet, Szálas Gabriella, Tóth Sarolta
- Színes technika: Dobrányi Géza, Kun Irén
- Gyártásvezető: Bártfai Miklós, László Andor

Készítette a Pannónia Filmstúdió.